# 로니 쉘

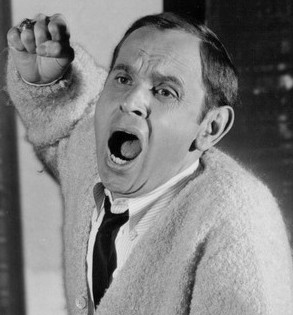

로니 쉘(Ronnie Schell, 1931년 12월 23일 ~ )은 미국의 배우, 텔레비전 배우, 성우, 영화배우이다.
리치먼드에서 태어났다.

## 영화
- 대포알탄 사나이 (1997년)
- 다니엘 스틸 - 가족 앨범 (1994년)
- 공포 비행 (1994년)
- 코치 (1989년)
- 콤비 콤비 대소동 (1987년)
- 꼬마 유령 캐스퍼 - 만화 시리즈 (1979년)
- 드라큐라 도시로 가다 (1979년)
- 우주에서 온 고양이 (1978년)
- 쉐기 D.A. (1976년)
- 거스 (1976년)
- 세계에서 가장 힘센 남자 (1975년)
- 119 구조대 (1972년)
- 제12순찰대 (1968년)
- 디즈니랜드 (1954년)